# Carmen Andrade Perdrix
Carmen Andrade Perdrix (Madrid, 1947) doctora en Química Industrial, conocida internacionalmente por sus estudios sobre la corrosión del acero en el hormigón armado y el diseño y aplicación de técnicas no destructivas de medida de la integridad estructural y la velocidad de corrosión.

## Biografía
En 1969 se licenció en Ciencias Químicas por la Universidad Complutense de Madrid y este mismo año comenzó a trabajar como becaria en al Instituto de la Construcción y del Cemento “Eduardo Torroja“ del Consejo Superior de Investigaciones Científicas (CSIC). Se doctoró en Química Industrial en 1973, también en la UCM, con la tesis titulada: Nueva técnica electroquímica de medida de la velocidad de corrosión en hormigón armado y pretensado. Uso de inhibidores de corrosión como método de protección.
En 1979 se incorporó al CSIC como Científica Titular. En 1987 aprobó la oposición a Profesora de Investigación del CSIC, y hasta el año 2000 fue la única mujer con este estatus en el Área de Materiales. Ha sido Directora del Instituto de Ciencias de la Construcción Eduardo Torroja (CSIC) durante los periodos 1985-1988 y 1993-2003.
Desde marzo de 2017 está jubilada.

## Investigación y su aplicación
A lo largo de su carrera ha seguido la línea ya iniciada en su tesis doctoral investigando la durabilidad de las construcciones e infraestructuras y el tratamiento de sus patologías, especialmente la corrosión del acero en el hormigón armado, su detección, y los métodos de protección y reparación. En este ámbito es autora de unos 220 artículos en revistas y otro gran número de publicaciones.
Sus aportes más relevantes están en el diseño y aplicación de técnicas no destructivas de medida de la integridad estructural y la velocidad de corrosión. Siempre trabaja conectando la investigación básica con su aplicación en situaciones concretas.

### Corrosímetro de medidain situ
Como consecuencia de la aplicación práctica de la investigación llevada a cabo por S. Feliu y J.A. González del CENIM, en colaboración con Carmen Andrade, se desarrolló un corrosímetro de medida in situ que fue patentado por el CSIC en 1990 en España y en 1993 en Estados Unidos y que actualmente es considerado todavía el de referencia en todo el mundo. El CSIC lo seleccionó entre los 20 inventos más importantes de su historia y formó parte del lanzamiento del Programa Ingenio 2010 del Gobierno de España para estimular la I+D+i.

### Estadio de Maracaná
La utilización del corrosímetro en la inspección y diagnóstico del estado de conservación del mítico Estadio de Maracaná (sede de la celebración de la Copa de las Naciones 2012, del Mundial de fútbol 2014 y de las  Olimpiadas de 2016) fue esencial para detectar que, debajo del aparente buen estado del hormigón, se había producido una notable corrosión de la armadura, que comprometía gravemente la seguridad de la instalación y el cumplimiento de los plazos de su modernización.

### Canal de Panamá
La aplicación de la medida de la resistividad eléctrica del hormigón como parámetro universal para caracterizar su potencial durabilidad y vida útil ha permitido seleccionar las mejores dosificaciones de hormigón para alcanzar vidas útiles de al menos 100 años, conocer la calidad del hormigón casi recién fabricado, y por tanto rectificar con la producción en continuo, además, es un ensayo no destructivo muy fácil y relativamente barato de medir. Esta técnica se está aplicando en la construcción de las nuevas esclusas del Canal de Panamá, obra en la que Carmen Andrade colabora desde 2011. Por su aportación innovadora en el proyecto del tercer juego de esclusas de la Ampliación del Canal de Panamá recibió en 2014, junto con los empleados de Sacyr que están trabajando en el proyecto, una mención especial en la 4.ª Edición de los Premios Sacyr a la Innovación.

### Centrales y residuos nucleares
Desde 1986 colabora con la Empresa Nacional de Residuos Radiactivos S.A. (ENRESA) agencia nacional pública de gestión de los residuos radioactivos. En esta colaboración con ENRESA destaca la formulación básica del hormigón de las barreras de ingeniería del almacenamiento de media y baja actividad de El Cabril (Córdoba) y la caracterización y seguimiento de su durabilidad a lo largo de los 20 años que lleva construido el almacenamiento. El conocimiento de los efectos de la radiación del reactor nuclear sobre los hormigones que intervienen en la construcción de una central nuclear resulta esencial para los permisos de extensión de vida de las centrales nucleares.

## Premios y reconocimientos
- 2017 Medalla ACHE de la Asociación Española de Ingeniería Industrial.[15]
- 2013 Premio W.R. Whitney, considerado el "Nobel” de las obras públicas, y que otorga la National Association of Corrosion Engineers (NACE)[16][17]
- 2010, 2011 y 2013 Designada vocal del Comité Asesor: Transferencia de Conocimiento e Innovación de la Comisión Nacional Evaluadora de la Actividad Investigadora[18][19][20]
- 2006-2008 directora general de Política Tecnológica del Ministerio de Educación y Ciencia.[21]
- 2006 Dra. Honoris Causa por la Universidad de Alicante.[22]
- 2003 Dra. Honoris Causa por la Universidad de Trondheim (Noruega)[23]
- Premio “Manuel Rocha en Ingeniería Civil” de la Presidencia de Portugal[24]
- 1997-2003 Vicepresidenta y Presidenta de la RILEM (Unión Internacional de Expertos y Laboratorios de materiales y estructuras de Construcción)